# 칼리나급 잠수함
칼리나급 잠수함은 러시아 해군이 개발중인 5세대 디젤 잠수함이다.

## 역사
러시아는 4세대 라다급 잠수함 건조작업을 조기에 마무리하고 5세대 칼리나급 잠수함 건조 계획을 서둘러 추진하기로 했다.
2010년부터 건조된 4세대 라다급 잠수함은 3척만 건조되었다. 2020년부터 칼리나급을 건조할 것이다. "677 계획"으로 불렸던 4세대 사업은 실망스러웠다고 평가했다. AIP를 탑재했지만, 동력 추진체계에 문제가 있었다. "636.3 잠수함"으로 불리는 5세대는 일단 6척을 북해함대에 배치하기 위해 건조할 것이며, 태평양함대를 위해서도 추가 건조를 검토중이다.
칼리나급 잠수함은 성능이 개량된 공기불요추진(AIP)과 무산소 발전소(VNEU)를 갖춰 디젤 잠수함처럼 재충전을 위해 수면 위로 부상할 필요가 없는 데다 핵잠수함처럼 원자로를 냉각하는 과정에서 소음이 크게 나는 단점도 없는 것으로 알려졌다. AIP와 VNEU는 4세대 라다급 잠수함에도 채택되었지만, 동력계통에 이상이 생겨 생산 계획을 조기 중단했다.

## 같이 보기
- 공격 잠수함